# Vauthiermont
Vauthiermont est une commune française située dans le département du Territoire de Belfort, la région culturelle et historique de Franche-Comté et la région administrative Bourgogne-Franche-Comté.

## Géographie
Sur les 460 ha de territoire communal, 136 sont constitués de forêt.
Une partie du village se situe sur la ligne du partage des eaux, entre Méditerranée et Mer du Nord.
Située à la limite du Haut-Rhin, Vauthiermont est bordée au nord par la commune d'Angeot, à l'est par Bellemagny et Saint-Cosme en Alsace, au sud par Reppe, et à l'ouest par Larivière et Fontaine.

### Climat
Pour des articles plus généraux, voir Climat de la Bourgogne-Franche-Comté et Climat du Territoire de Belfort.
En 2010, le climat de la commune est de type climat des marges montargnardes, selon une étude du Centre national de la recherche scientifique s'appuyant sur une série de données couvrant la période 1971-2000. En 2020, Météo-France publie une typologie des climats de la France métropolitaine dans laquelle la commune est exposée à un climat semi-continental et est dans la région climatique  Vosges, caractérisée par une pluviométrie très élevée (1 500 à 2 000 mm/an) en toutes saisons et un hiver rude (moins de 1 °C). 
Pour la période 1971-2000, la température annuelle moyenne est de 9,7 °C, avec une amplitude thermique annuelle de 17,4 °C. Le cumul annuel moyen de précipitations est de 927 mm, avec 10,7 jours de précipitations en janvier et 10,1 jours en juillet. Pour la période 1991-2020, la température moyenne annuelle observée sur la station météorologique de Météo-France la plus proche, « Felon_sapc », sur la commune de Felon à 5 km à vol d'oiseau, est de 10,3 °C et le cumul annuel moyen de précipitations est de 1 056,1 mm. 
La température maximale relevée sur cette station est de 38 °C, atteinte le 7 août 2015 ; la température minimale est de −19,3 °C, atteinte le 20 décembre 2009,,. 
Les paramètres climatiques de la commune ont été estimés pour le milieu du siècle (2041-2070) selon différents scénarios d'émission de gaz à effet de serre à partir des nouvelles projections climatiques de référence DRIAS-2020. Ils sont consultables sur un site dédié publié par Météo-France en novembre 2022.

## Urbanisme

### Typologie
Au 1er janvier 2024, Vauthiermont est catégorisée commune rurale à habitat dispersé, selon la nouvelle grille communale de densité à sept niveaux définie par l'Insee en 2022.
Elle est située hors unité urbaine. Par ailleurs la commune fait partie de l'aire d'attraction de Belfort, dont elle est une commune de la couronne,. Cette aire, qui regroupe 91 communes, est catégorisée dans les aires de 50 000 à moins de 200 000 habitants,.

### Occupation des sols
L'occupation des sols de la commune, telle qu'elle ressort de la base de données européenne d’occupation biophysique des sols Corine Land Cover (CLC), est marquée par l'importance des territoires agricoles (66,1 % en 2018), une proportion sensiblement équivalente à celle de 1990 (65,7 %). La répartition détaillée en 2018 est la suivante :
terres arables (52,1 %), forêts (28,6 %), prairies (14 %), zones urbanisées (5,3 %). L'évolution de l’occupation des sols de la commune et de ses infrastructures peut être observée sur les différentes représentations cartographiques du territoire : la carte de Cassini (XVIIIe siècle), la carte d'état-major (1820-1866) et les cartes ou photos aériennes de l'IGN pour la période actuelle (1950 à aujourd'hui).

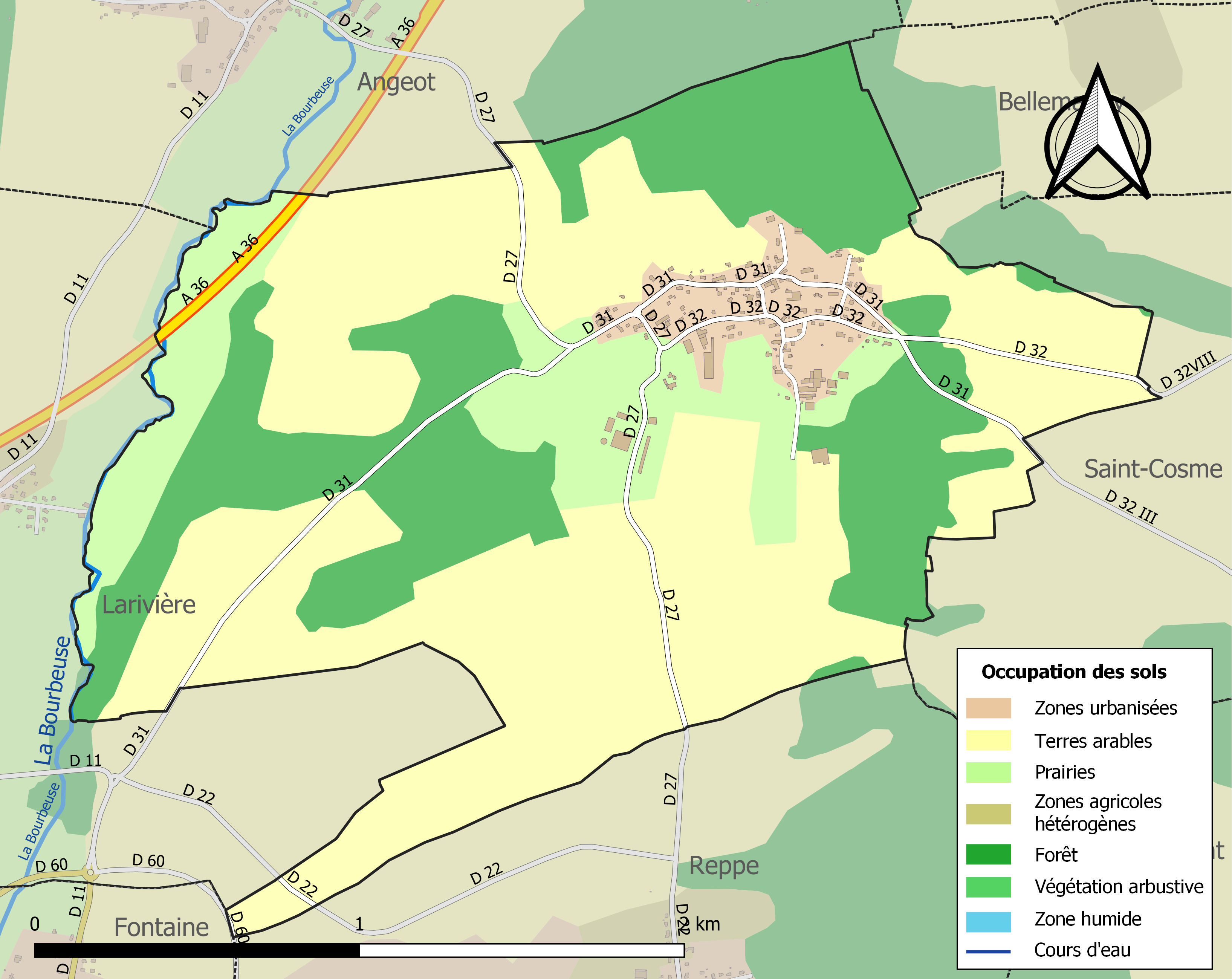
Carte des infrastructures et de l'occupation des sols de la commune en 2018 (CLC).

## Toponymie
- Waldarses (796), Waltersberg (1576)[13], Walterspergh (1579), Vauthiermont (1655), Vauthiermont (1793).
- En allemand : Walthersberg[14].

## Histoire
Les origines
Étymologiquement, Vauthiermont  apparait sous le nom germanique de Walthenberg. Vauthiermont dérive de Vauthier, seigneur forestier (Waldherr), ce qui s'explique aisément par le fait que la forêt est très présente sur le territoire communal. En outre, Vauthiermont se situe sur une hauteur qui domine les villages alentour, ce qui justifie le suffixe "mont".
Les textes attestent de l'antiquité du village, qui aurait pris naissance pendant l'époque mérovingienne.
C'est ainsi qu'une décision du concile de Nicée en 325, a établi les évêchés de la période romaine dans les limites même des circonscriptions administratives et les évènements qui survinrent depuis cette époque n'en modifièrent presque jamais l'étendue. C'est ainsi que l'immuabilité des circonscriptions diocésaines permet de dire que Vauthiermont faisait partie du Pays des Raurarques pendant la domination romaine.
Avant 1870
La première mention du nom de la localité se trouve dans un acte de donation, rédigé en allemand, en faveur de l'abbaye de Murbach, signé en 796. En effet, l'abbaye de Murbach alors régie par Charlemagne, étendit sa puissance par l'acquisition de nouveaux domaines et de donations de biens, situés dans divers villages dont Vauthiermont, hameau qui portait alors le nom de Walthenberg.
Au XIIe siècle, le village dépendait de la mairie, prévôté et paroisse d'Angeot. En 1441, Vauthiermont possédait une chapelle dédiée à saint Georges, qui était desservie en 1590 par le curé de Saint-Cosme. Ce n'est qu'en 1771 qu'elle est érigée en paroisse autonome. Une nouvelle église, consacrée à saint Antoine, est alors construite.
Au XIVe siècle, on apprend par les textes qu'il existe des droits à Angeot, Vauthiermont, et Novillars qui dépendent alors de la seigneurie de Rougemont-le-Château. En 1363, ces droits sont inféodés à un noble d'Angeot. On suppose alors que cette région a été détachée de la seigneurie de Rougemont-le-Château au moment de l'engagement de cette dernière aux Hasbourg-Laufenbourg vers 1360. Ainsi Vauthiermont appartient à la prévôté d'Angeot. Au XVe Vauthiermont faisait partie du fief d'Angeot. Angeot avait des droits sur les habitants et les biens de Vauthiermont. La destinée de Vauthiermont se retrouve liée pour près d'un siècle avec Angeot. Un des héritages de ce rapprochement entre les deux villages est le blason de Vauthiemont très largement inspiré de celui d'Angeot, puisque le blason d'Angeot représente deux lions noirs qui se font face sur un fond argenté, alors que sur celui de Vautiermont le fond est noir et les lions sont argentés.
En 1441 Vauthiermont relève de la paroisse de Saint-Côsme qui appartient au diocèse de Bâle. Le village reste dans le diocèse de Bâle jusqu'au 20 janvier 1787 date à laquelle il sera rattaché à l'archevêché de Besançon.
La formation et le peuplement des villages ont été fortement contrariés par les invasions qui ont déferlé dans la région. C'est ainsi que vers 1636, le village a été entièrement ruiné par les troupes protestantes suédoises qui ont envahi l'Alsace. Jusqu'au règne de Louis XIV, Vauthiermont faisait partie de la sphère de dépendance germanique d'abord au sein du Saint empire germanique puis sous domination des Habsbourg d'Autriche puis d'Espagne. C'est seulement avec le traité de Wesphalie en 1648 qui met fin à la guerre de 30 ans que Vauthiermont ainsi qu'une bonne part de l'Alsace devient une terre attachée au royaume de France. C'est aussi à cette époque que se reconstruit le village mais un petit peu plus au nord que son emplacement initial. Vauthiermont, à partir de ce moment, fait partie de la province d'Alsace. C'est donc tout naturellement qu'à partir de la Révolution française Vauthiermont est une commune du département du Haut-Rhin.
Depuis 1870
La guerre franco-prussienne de 1870 marque un tournant dans l'histoire de Vauthiermont. En effet, pendant cette guerre qui vit la défaite des armées françaises par les armées prussiennes, la ville-fort de Belfort a tenu tête à l'armée prussienne, puisque malgré un siège très dur Belfort ne s'est jamais rendue. Ainsi, lors de l'armistice qui donnait "l'Alsace et la Lorraine" au nouvel Empire allemand, les Français purent conserver la partie du Haut-Rhin qui se trouvait aux alentours de Belfort. Dans un premier temps Vauthiermont devait rester avec le reste de l'Alsace et devenir allemand, mais grâce à une ultime concession arrachée à Bismarck et qui fait l'objet d'un article additionnel (le 10 mai 1871), l'Allemagne laisse au Territoire de Belfort (qui deviendra un département en 1922], de nombreux villages se trouvant sur la zone frontière, dont le village de Vauthiermont.
Vauthiermont deviendra alors un village frontalier de l'Allemagne ce qui va complètement changer la destinée du village. Le nom de certaines rues comme la rue de l'Ancienne-Frontière attestent encore aujourd'hui de l'ancien statut de village frontalier de Vauthiermont.
La première conséquence du caractère frontalier de Vauthiermont est l'implantation d'un poste de douane à la sortie est du village, le long de l'actuelle rue de la Dragonnade. Ce poste de douane apporte un dynamisme certain à ce petit village qui comptait alors à peine plus de 350 habitants. L'annexion de l'Alsace-Lorraine a eu pour conséquence un fort exode d'Alsaciens vers le Territoire de Belfort et en particulier vers les villages frontaliers comme Vauthiermont. Pendant la Première Guerre mondiale, Vauthiermont fut relativement épargné par les conflits. En effet, à la suite de l'attaque française de 1914 vers Mulhouse, le front se stabilisa plus à l'est. Cependant, plusieurs tirs d'artillerie lourde touchèrent le village, du fait d'erreurs d'ajustement de l'artillerie allemande qui visait la ligne de chemin de fer militaire qui passait dans la forêt derrière Vauthiermont. Du fait de la persistance de ces bombardements, on construisit des abris de bombardements qui seront achevés en 1917 et que l'on peut toujours voir aujourd'hui.
Après le 11 novembre 1918, le village va perdre son caractère frontalier. Vauthiermont va subir de plein fouet l'exode rural et la population va tomber de 350 habitants à moins de 150 habitants en 1936. En 1940 Vauthiermont est épargnée par les combats. Le village est occupé à partir de juin 1940 par les nazis et est libéré en novembre 1944 par la Première Armée française.
Vauthiermont comme tous les villages de France paya un lourd tribut aux deux guerres mondiales.

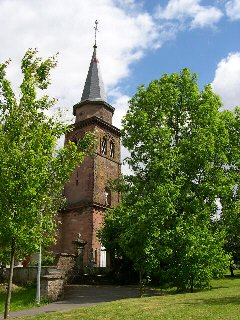
L'église de Vauthiermont.

### Héraldique
| Armes de Vauthiermont | Les armes peuvent se blasonner ainsi : de sable aux deux lions affrontés d'argent. |

## Politique et administration
| Période                                  | Période   | Identité           | Étiquette | Qualité |
| ---------------------------------------- | --------- | ------------------ | --------- | ------- |
| Les données manquantes sont à compléter. |           |                    |           |         |
| mars 1983                                | mars 1989 | Robert Koenig      |           |         |
| mars 1989                                | mars 1991 | Jacques Romain     |           |         |
| mars 1991                                | mars 2001 | Philippe Girardin  | DVG       |         |
| mars 2001                                | mars 2008 | Jean-Luc Mathey    |           |         |
| mars 2008                                | mai 2020  | Philippe Girardin  | DVG       |         |
| 25 mai 2020                              | En cours  | Alexandre Mançanet |           |         |

## Population et société

### Démographie
L'évolution du nombre d'habitants est connue à travers les recensements de la population effectués dans la commune depuis 1793. Pour les communes de moins de 10 000 habitants, une enquête de recensement portant sur toute la population est réalisée tous les cinq ans, les populations de référence des années intermédiaires étant quant à elles estimées par interpolation ou extrapolation. Pour la commune, le premier recensement exhaustif entrant dans le cadre du nouveau dispositif a été réalisé en 2007.

En 2022, la commune comptait 220 habitants, en évolution de +0,92 % par rapport à 2016 (Territoire de Belfort : −2,78 %, France hors Mayotte : +2,11 %).
| 1793 | 1800 | 1806 | 1821 | 1831 | 1836 | 1841 | 1846 | 1851 |
| ---- | ---- | ---- | ---- | ---- | ---- | ---- | ---- | ---- |
| 274  | 308  | 358  | 360  | 394  | 383  | 403  | 339  | 346  |

| 1856 | 1861 | 1866 | 1872 | 1876 | 1881 | 1886 | 1891 | 1896 |
| ---- | ---- | ---- | ---- | ---- | ---- | ---- | ---- | ---- |
| 305  | 315  | 313  | 326  | 334  | 299  | 296  | 313  | 301  |

| 1901 | 1906 | 1911 | 1921 | 1926 | 1931 | 1936 | 1946 | 1954 |
| ---- | ---- | ---- | ---- | ---- | ---- | ---- | ---- | ---- |
| 264  | 234  | 204  | 241  | 170  | 169  | 145  | 160  | 172  |

| 1962 | 1968 | 1975 | 1982 | 1990 | 1999 | 2006 | 2007 | 2012 |
| ---- | ---- | ---- | ---- | ---- | ---- | ---- | ---- | ---- |
| 127  | 127  | 146  | 174  | 183  | 203  | 232  | 236  | 233  |

| 2017 | 2022 | - | - | - | - | - | - | - |
| ---- | ---- | - | - | - | - | - | - | - |
| 210  | 220  | - | - | - | - | - | - | - |

## Économie
- Vauthiermont compte une auberge, « La petite charrue »[20].

## Pour approfondir